# Gottfried von Kühnelt-Leddihn
Gottfried von Kühnelt-Leddihn (Áustria, 1948) é um Cavaleiro da Justiça e membro do Conselho Soberano da Soberana Ordem Militar de Malta. Ele é um funcionário do governo aposentado do Estado do Tirol, na Áustria.

## Biografia
Kühnelt-Leddihn é o filho mais novo do cientista político austríaco e intelectual católico Erik von Kuehnelt-Leddihn e da condessa Marie Christiane von Goëss. Ele tem um irmão mais velho, Erik (nascido em 1938) e uma irmã mais velha, Isabel (1946–2015), que atuou na União Pan-Europeia.
Em 1975, Kühnelt-Leddihn casou-se com a Baronesa Eleonore Fraydt von Fraydenegg und Monzello (nascida em 1952), quarta filha do Barão Wolf-Otto Fraydt von Fraydenegg-Monzello e de Christine Kosak. Eles tiveram cinco filhos.

## Ordem de Malta
Desde 1970, Kühnelt-Leddihn é voluntário nas obras de caridade da  Malteser International. Após a morte de sua esposa, ele fez votos simples como Cavaleiro de Justiça na Soberana Ordem Militar de Malta. Em 21 de junho de 2013 emitiu os votos solenes.
Ele é membro do Capítulo do Grão-Priorado da Áustria e, desde 2014, é o Hospitalário responsável pela coordenação do trabalho de socorro.
Em maio de 2019 foi eleito para um mandato de cinco anos como membro do Conselho Soberano.

## Obras
- "Gott schuf den Menschen als Sein Abbild", Die Malteser, edição 2/2019.